# Charles Edme Saint Marcel
Charles Edme Saint Marcel né à Paris le 19 septembre 1819 et mort le 15 février 1890 à Fontainebleau est un peintre et graveur français.
Élève d’Eugène Delacroix, il réalise également de nombreux portraits inspirés par le monde paysan, ainsi que des tableaux animaliers.

## Biographie

### Jeunesse et formation
Charles Edme Saint Marcel est le benjamin d’une famille de trois enfants issue de la moyenne bourgeoisie. Son père, médecin et capitaine des grenadiers sous Louis XVIII, et sa mère dirigent conjointement la maison de santé Marcel-Colombe. Sa jeunesse est marquée par la perte de sa sœur Edmée qui meurt à la suite d’une maladie pulmonaire. Ce drame l’affecte profondément et l’adolescent se referme sur lui-même, développant une hypocondrie et une certaine instabilité d’humeur. Néanmoins, il montre très tôt des dispositions pour le dessin et reçoit des conseils formateurs de la part du portraitiste et peintre d’histoire Nicolas Ponce-Camus, qui est un ami de la famille.
À la fin de ses études au lycée Henri-IV à Paris, sa mère — désormais veuve — fait donc le choix de le placer comme élève chez Charles de Steuben, peintre d’histoire et grande figure du mouvement romantique. Saint Marcel quitte son atelier en 1839 pour rejoindre celui de Théodore Caruelle d'Aligny situé à Marlotte, près de la forêt de Fontainebleau. Dans ce lieu qui l’inspirera tout au long de sa carrière, il se forme à l’étude de la peinture en plein air et côtoie des membres de l’école de Barbizon tels que Camille Corot et Théodore Rousseau. Il part ensuite apprendre à dessiner la figure auprès de Léon Cogniet. C’est probablement chez Cogniet qu’en novembre 1840 Eugène Delacroix rencontre Saint Marcel, avant de le recruter comme paysagiste.

### Dans l'atelier de Delacroix
Au sein de l’atelier de Delacroix, Saint Marcel perfectionne son art de la peinture mais aussi de la gravure, notamment en interprétant des tableaux de Delacroix comme le Cheval attaqué par une lionne (1842) qu’il tente de présenter au Salon de 1843. Ses œuvres n’y seront acceptées qu’à partir de 1848, date à laquelle il accède au statut de réel collaborateur de Delacroix. Son unique candidature au prix de Rome du paysage historique en 1849 n'est pas couronnée de succès.
Ce dernier organise son atelier d’une manière originale pour l’époque, puisqu’il recherche davantage des collaborateurs qui le seconderaient, que des élèves copiant docilement son style. Maurice Sérullaz a ainsi défini le rôle des artistes de l’atelier de Delacroix : « un peu auxiliaires, un peu domestiques, un peu amis ». La volonté de former une nouvelle génération qui l’aide dans ses projets l’emporte donc sur l’enseignement classique qui peut se pratiquer dans l’atelier de Jean-Auguste-Dominique Ingres par exemple. Delacroix fait jouer son influence en faveur des membres de son atelier. Le seul achat par l’État d’une toile de Saint Marcel, La Gorge aux loups, forêt de Fontainebleau, hiver en 1868, a ainsi été permis en bonne partie grâce à l’insistance de Delacroix qui désirait qu’un tableau de son collaborateur figure dans les collections nationales. Cette huile sur toile est d’ailleurs la seule œuvre de l’artiste à avoir été récompensée, à Melun en 1864.
Delacroix témoigne également sa confiance à Saint Marcel en lui permettant de l’accompagner lors d’un voyage dans les Pyrénées en 1845. Son talent pour le dessin s’y exprime à travers des portraits « d’espagnols » où, contrairement à son maître, il représente ses modèles en action et non figés dans une pose convenue. L’Espagnol en costume de majo, représente ainsi un homme semblant marcher à pas lents, absorbé par ses pensées. Saint Marcel produit d’autres portraits durant sa carrière, qui se caractérisent par un subtil jeu d’estompe, une attention particulière au rendu de la chevelure et une grande expressivité. Sa préférence va aux figurations de la vie paysanne, qui mettent en avant le lien entre l’homme et la nature. Lui-même semble rechercher davantage de proximité avec la nature, puisqu’il quitte l’atelier de Delacroix vers 1850 pour s’installer à Fontainebleau et se consacrer en priorité à la peinture de paysages.

### Fontainebleau: entre art du paysage et art animalier
Hypocondriaque et neurasthénique, Saint Marcel cherche à tout prix à quitter Paris, qu’une épidémie de choléra frappe en 1849. Son besoin d’isolement et la recherche d’inspiration le poussent alors à retourner dans la forêt où il est initié à la peinture d’après nature. Mais cet exil hors de la capitale correspond aussi à une mode, amplifiée par la construction en 1849 d’une ligne de chemin de fer qui relie Fontainebleau à Paris. Les artistes cherchent à s’éloigner du tumulte de la capitale en pleine révolution industrielle, alors que depuis une vingtaine d’années la peinture de paysages connaît une popularité croissante. Après avoir servi de simple écrin aux scènes mythologiques ou historiques du XVIIIe siècle, le paysage est, à partir des années 1830, le genre le mieux représenté au Salon.
Dans ce domaine très prisé, Saint Marcel se distingue par un style personnel, mêlant naturalisme, réalisme et romantisme. Il travaille d’après nature, au fusain, au crayon graphite, à l’aquarelle ou à l’encre et peaufine ensuite parfois ses études dans son atelier. Représentant aussi bien des rives de fleuves (Bords de Seine en automne entre Effondré et Montmeillant, 1875) que des sous-bois (Haute futaie en forêt de Fontainebleau), l’artiste parcourt toute la région à la recherche du point de vue idéal. Ses œuvres dénotent un certain goût du pittoresque : la présence humaine est souvent discrète, faisant figure de détail, tandis que la nature occupe la place d’honneur.[réf. nécessaire]
À l’aube de la cinquantaine, Saint Marcel délaisse quelque peu la figure humaine pour se tourner vers l’art animalier. Malgré ce changement total de sujet, on retrouve chez ses animaux l’intense expressivité caractéristique de l’artiste, comme avec le Profil droit d’une tête de lion (1874), plein de force et de majesté. Les portraits allient l’esthétique à la véracité anatomique, réunissant espèces domestiques et exotiques avec une prédilection pour les félins et les chevaux. Ces silhouettes animales statiques ou en mouvement se conjuguent de nouveau sur différents supports. Saint Marcel emploie en particulier la gravure à l’eau-forte qu’il pratique depuis sa jeunesse et qui confère un rendu exceptionnellement précis aux pelages. Ses qualités d’aquafortistes sont remarquées par ses contemporains. Charles Baudelaire le cite parmi les graveurs grâce auxquels « l’eau forte retrouvera sa vitalité ancienne ». Quant aux dessins à l’encre, leurs larges traits vigoureux mettent en lumière l’influence d’Eugène Delacroix. Mais la figuration exacte de l’anatomie n’a jamais été privilégiée chez le maître alors qu’elle l’est chez son ancien élève, qui fait de l’animal un sujet à part entière à l’attitude et au réalisme saisissants. Cette connaissance pointue du corps de l’animal a probablement été acquise par Saint Marcel en dessinant d’après nature au sein des ménageries, pratique très courante parmi les peintres animaliers.

### Dernières années et postérité
Malgré cette extraordinaire diversité de thèmes et de techniques utilisées, Saint Marcel n’obtient que peu de reconnaissance officielle, exposant d’ailleurs au Salon des Refusés de 1863 aux côtés des impressionnistes. L’État ne lui achète que très peu d’œuvres et il ne reçoit pas de commande officielle. Cette situation, couplée à un caractère fortement misanthrope et à des problèmes visuels de plus en plus prononcés, explique probablement la dépression dans laquelle sombre l’artiste à la fin de sa vie, malaise qu'il exprime régulièrement à ses amis Fanny et Alfred Prunaire dans une correspondance suivie. Charles Edme Saint Marcel meurt le 15 février 1890 à Fontainebleau, en s’étant vraisemblablement suicidé.
Il tombe alors dans l’oubli, comme de nombreux artistes du XIXe siècle. Sa production, quoique remarquée et saluée par la critique, ne fut ni exceptionnellement novatrice, ni scandaleuse. Saint Marcel ne s’est jamais rallié à une école particulière et n’a pas légué son fonds à une ville pour y faire construire un musée, ce qui concourt à expliquer pourquoi son nom et ses travaux sont aujourd’hui méconnus du grand public.
Le château-musée de Nemours lui a consacré une exposition de décembre 2015 à mai 2016,.

## Œuvres dans les collections publiques
États-Unis

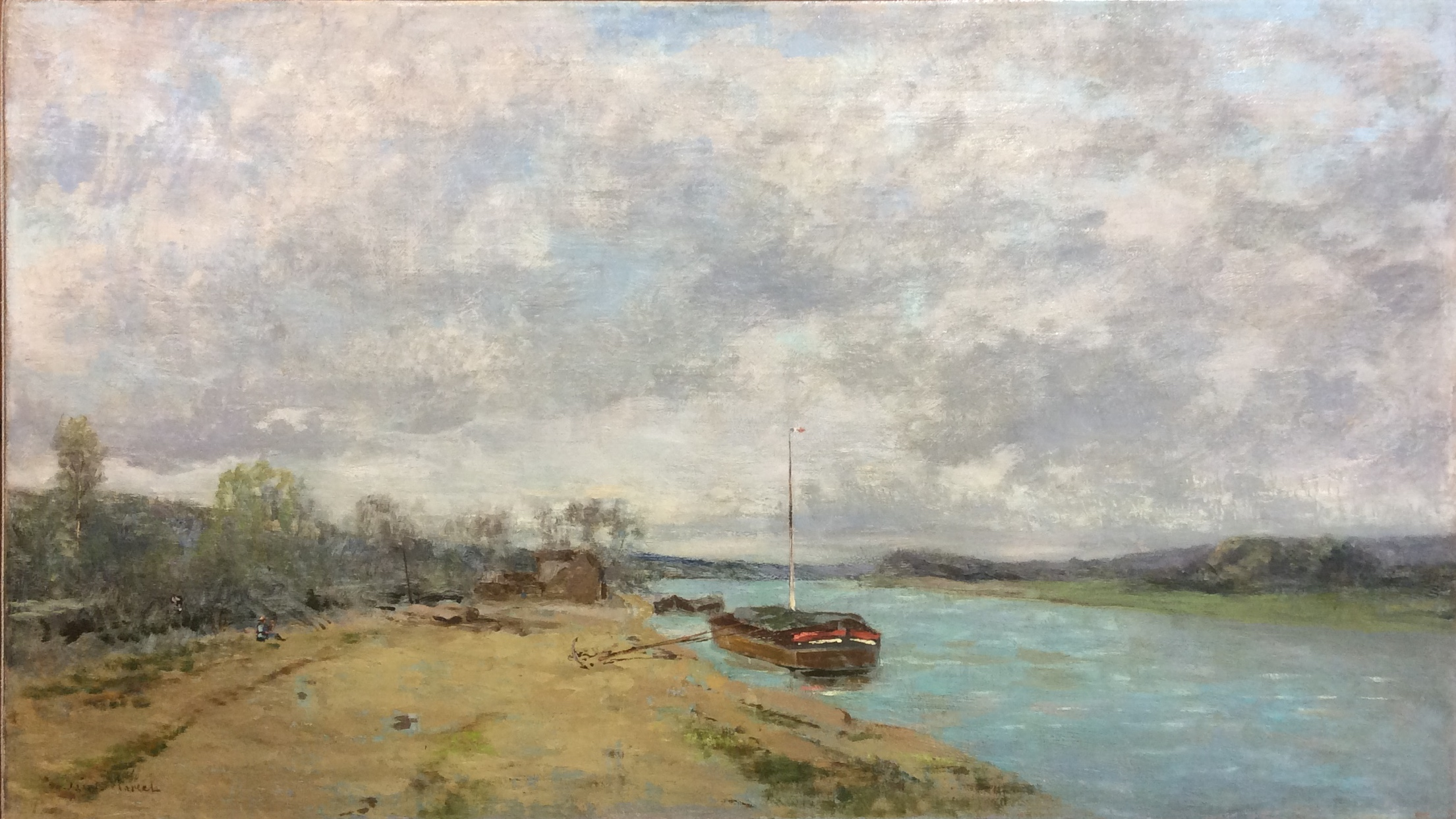
Bords de Seine en automne entre Effondré et Montmeillant (1875), huile sur toile. Nemours, Château-Musée.

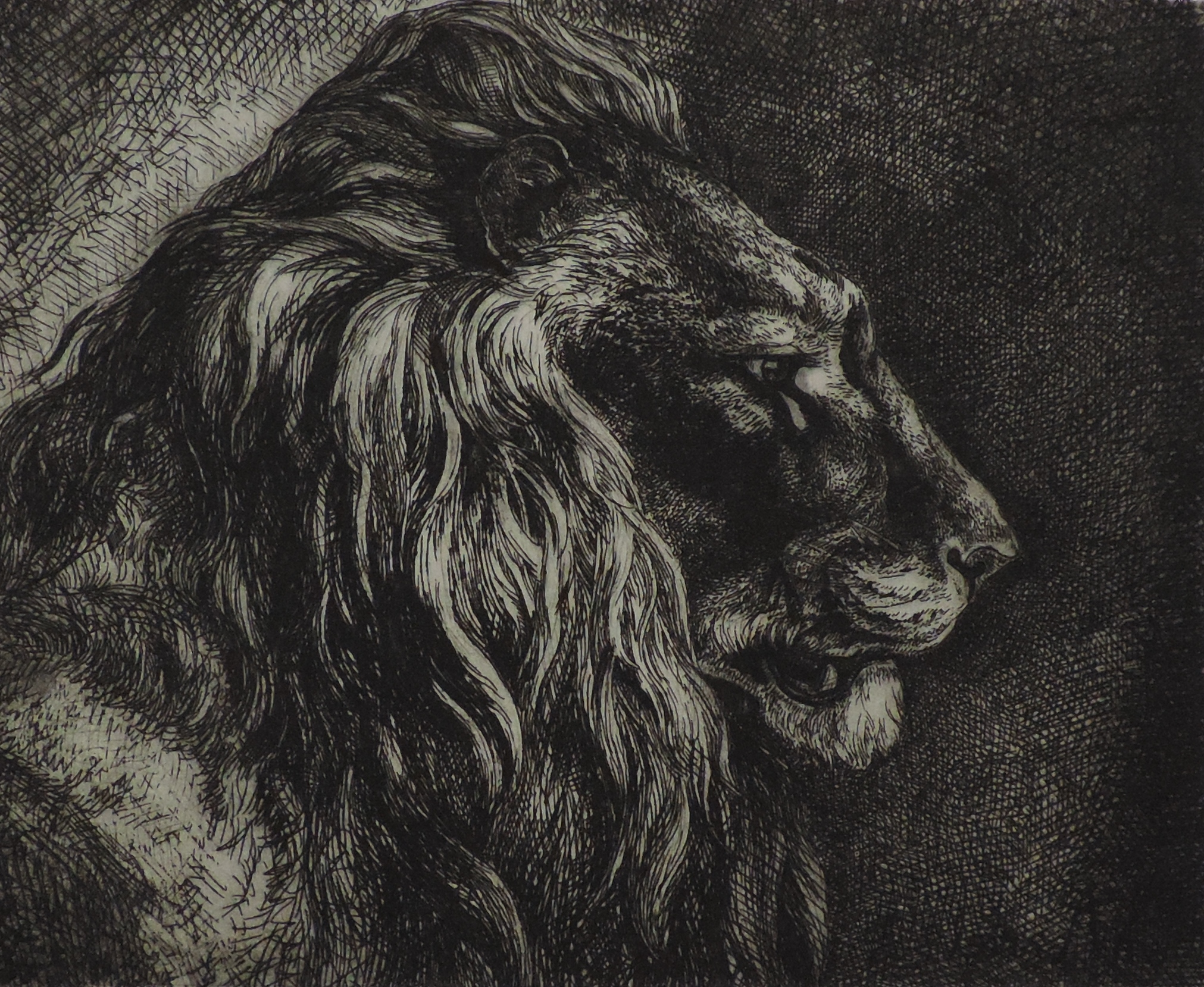
Profil droit d'une tête de lion (1874), eau-forte. Nemours, Château-Musée.

- Baltimore, musée d'Art de Baltimore : Autoportrait au fusain, 1882[1].

France
- Angers, musée des Beaux-Arts : Lion couché, fusain sur papier, 215 × 395 mm[1].
- Chalons-en-Champagne, musée des Beaux-Arts et d'Archéologie : La Gorge aux loups, forêt de Fontainebleau, hiver, 1857, huile sur toile, 118 × 160 cm.
- Melun, musée d'Art et d'Histoire : Un chasseur et son chien, eau-forte, 246 × 322 mm[1].
- Nemours, Château-Musée :
  - Bœufs traversant la mare de Bellecroix en forêt de Fontainebleau, 1848, eau-forte, 19,8 × 28 cm[10] ;
  - Berger conversant avec une bergère en forêt de Fontainebleau, XIXe siècle, eau-forte, 19,5 × 27,5 cm[11] ;
  - Profil droit d'une tête de lion, 1874, eau-forte sur papier, 27,7 × 39,4 cm[12] ;
  - Bords de Seine en automne entre Effondré et Montmeillant, 1875, huile sur toile, 40 × 70 cm[13] ;
  - Lion couché, XIXe siècle, encre brune, lavis, lavis d'encre, lavis d'encre brune, 19,3 × 29,9 cm[14] ;
  - Études de chiens, XIXe siècle, dessin au crayon noir et sanguine, 24,8 × 31 cm[15] ;
  - Deux brebis, XIXe siècle, dessin au crayon noir, 24,8 × 31 cm[16] ;
  - Étude de sanglier, XIXe siècle, dessin au crayon noir, 24,5 × 35,5 cm[17] ;
  - Chien assis, XIXe siècle, dessin au crayon noir, 13,3 × 15,7 cm[18] ;
  - Lionne debout, de dos, XIXe siècle, encre brune, 21 × 29,9 cm[19] ;
  - Âne bâté, de face, XIXe siècle, fusain, 39,4 × 31 cm[20] ;
- Paris, bibliothèque de l'Institut national d'histoire de l'art : Fauve, 1881, croquis à la plume et au crayon[21].